# Christian Döbereiner
Christian Döbereiner   (Wunsiedel, 2 d'abril de 1874 - Múnic, 14 de gener de 1961) va ser un violoncel·lista, gambista, director d'orquestra i escriptor musical alemany. És un dels pioners més importants de la pràctica de la performance històrica a principis del segle xx.

## Biografia
Christian Döbereiner va néixer el 2 d'abril de 1874 a la torre de l'església de la ciutat de Wunsiedel com a fill del director de música de la ciutat i cap de Stadtpfeiferei de la ciutat Johann Döbereiner. Després de la seva primera formació musical amb el seu pare, als 12 anys ja treballava com a violinista i trompetista a la banda local de la ciutat i amb la música de la torre. A l'Escola Preparatòria va assistir a lliçons en harmonia i va obtenir les seves primeres habilitats en tocar l'orgue com l'organista de l'església de la ciutat, el mestre principal de Wunder. Del 1889 al 1895 va estudiar al "Munich Kgl". Acadèmia de violoncel de Tonkunst amb Joseph Werner, contrapunt i composició amb Josef Rheinberger i teoria amb Ludwig Thuille. Després de passar un any a la Kaimorchester el 1895 i un altre a l'Orquestra de la Cort de Baviera el 1896, el seu camí el va portar a Grècia, on va ser nomenat professor de violoncel, conjunt de piano i cant coral al Conservatori d'Atenes el setembre de 1897. El 1898 va anar a l'orquestra de la cort de Karlsruhe com a violoncel·lista solista adjunt durant un any. L'1 de gener de 1899 va tornar a Múnic i hi va ser músic de la cort. El 1908 va ser nomenat músic de cambra. Del 1926 al 1929 també va ser violoncel·lista solista adjunt a l'orquestra de la cort de Múnic. Döbereiner va treballar com a músic al Teatre Nacional de Múnic fins al 1939. Döbereiner també va escriure per a la revista nazi "Musik im Kriege".
El 24 de maig de 1956, va rebre la creu federal al mèrit sobre una cinta.
Va publicar diversos llibres de text, inclosos un violoncel i una escola de violí. Com a autor de nombrosos articles científics en diverses revistes especialitzades, també ha tractat teòricament els problemes de la pràctica de la performance històrica. Com a músic i director d'orquestra, va estar actiu fins al final. Amb la seva dona Anna Barbara, nata Schremmel, amb qui es va casar el 31 de desembre de 1898 a St. Anna (Munic / Lehel), i els seus tres fills, va viure a Múnic a la Thierschstrasse fins a la seva mort. La seva tomba es troba a l'Ostfriedhof de Múnic (camp de la tomba 66, fila 8, núm. 6).
Es considera que Döbereiner és el despertar del violí i del baríton; dos instruments de corda històrics que s'havien oblidat fins ara. El seu professor Werner el va informar de la força dels seus estudis de violoncel, que va agafar un preciós i artísticament decorat exemple del fabricant d'instruments d'Hamburg Joachim Tielke des del 1691 amb finalitats d'estudi a la Reial Acadèmia de Tonkunst. Aquest instrument va arribar a Múnic amb l'elector Carles II Teodor de Baviera el 1781 i va passar a ser propietat del Museu Nacional de Baviera el 1857. La viola de Tielke va ser el principal desencadenant perquè Christian Döbereiner tornés a visitar la viola da gamba i la música antiga. A partir de llavors va dedicar gran part del seu temps a una ocupació intensiva amb aquest instrument i, per tant, es va convertir en un respectat especialista en violència.

## Serveis
Associació Alemanya de Música Antiga

Una de les institucions més importants per a tota la història antiga del renaixement de la música antiga va ser l'Associació Alemanya de Música Antiga. Com a director artístic i musical, Christian Döbereiner va ser el principal responsable de l'èxit d'aquest conjunt. L'associació va ser fundada el 1905 per l'advocat Ernst Bodenstein a Múnic amb l'objectiu de proporcionar al públic la música dels segles XVII i XVIII en la seva forma original, utilitzant els instruments que s'utilitzaven habitualment en aquella època, com la viola da gamba, la viola d'amore o el clavicèmbal. Al principi, la formació estava formada per Johanna Bodenstein (soprano), Herma Studeny (violí), Emilie Frey (clavicèmbal, piano forte), Ludwig Meister (violí, viola, viola d'amore) i Christian Döbereiner (viola da gamba, violoncel)). Al cap de poc temps, Elfriede Schunck es va fer càrrec del clavecí. En un informe contemporani sobre el grup, apareix l'altre nom: Marie von Stubenrauch. Els instruments utilitzats consistien en instruments nous i antics. Els vells, però, de vegades es van veure influïts considerablement pel seu grau d'originalitat per les reformes. Els nous instruments també incloïen "noves construccions elegants", com ara el clavicèmbal realitzat pel fabricant de pianos de Múnic Karl Maendler.
El primer concert de l'associació va tenir lloc el 18 de novembre de 1905 a la gran sala del Museu de la Societat al Portia-Palais. Els membres tocaven amb vestits de l'època rococó. Aquest primer concert va tenir una gran aclamació. Després de molts altres concerts reeixits a tota Alemanya (Augsburg, Friburg i Berlín, Dresden, Leipzig, etc.), així com a països veïns (Àustria, Suïssa o Espanya), el 1907 es va crear una orquestra de música antiga de Múnic. En total, això rarament feia concerts i només a Múnic. Sota la direcció del professor de l'Acadèmia Bernhard Stavenhagen, les primeres aparicions també van tenir lloc amb una petita formació original el 3 de desembre de 1906, així com el 4 de gener i el 3 de març de 1907.
Amb el començament de la Primera Guerra Mundial, l'Associació Alemanya de Música Antiga es va dissoldre.
Altres conjunts

Després del final de la Primera Guerra Mundial hi va haver una associació per a la cura de la música antiga durant diversos anys. V., en què van estar actius en bona part els mateixos protagonistes.
Christian Döbereiner, extremadament compromès amb tots aquests grups i sovint al capdavant, era també la figura destacada en altres conjunts. Després de la dissolució de l'Associació Alemanya de Música Antiga, va fundar el Döbereiner Trio, també conegut com el Trio per a Música Antiga o el Trio Döbereiner per a Música Antiga. A més de tocar el violí, també hi van tocar Anton Huber (violí, viola d'amore) i Johannes Hobohm (clavicèmbal). Tot i això, es documenten les aparicions posteriors amb el nom de Munich Association for Old Chamber Music, Munich Association for Old Classical Music o Munich Association for Old Music. En aquestes ocasions, Döbereiner va tocar en diverses formacions amb Li Stadelmann (clavecí), Johannes Hobohm (clavicèmbal), Anton Huber (violí i viola d'amore), Karl Rittner (violí) i Gustav Kaleve (flauta travessera).
Representacions de música antiga a Múnic sota la direcció de Döbereiner

Döbereiner també va ser actiu de diverses maneres com a director i organitzador de nombrosos esdeveniments sobre música antiga. En aquest context, cal esmentar les interpretacions de Döbereiner dels Concerts de Brandenburg de J. S. Bach, que va interpretar a Múnic vuit vegades com a cicle i amb el "repartiment original" després d'unes poques representacions individuals a partir del 1924 Igual que el Concert en do major per a dos i tres clavicèmbals que va interpretar i el Concert en la menor per a quatre clavicèmbals de J. S. Bach, aquests van ser "reproduïts per primera vegada des de l'època de Bach en la concepció sonora del seu creador". També va interpretar el Concert per a quatre violins d'Antonio Vivaldi (Concerto grosso op. 3 núm. 10 en si menor) per primera vegada el 1917 i posteriorment va interpretar l'arranjament de Bach per a quatre clavicèmbals. Una actuació en què es van fer servir quatre clavicèmbals només va ser possible el 1922 amb l'ajut del fabricant d'instruments Karl Maendler. Al primer concert del 1917, es van utilitzar pianos de cua perquè no hi havia tants clavicèmbals disponibles a Múnic en aquella època. Els quatre clavecinistes del 1922 van ser: Elfriede Schunck, Li Stadelmann, Gabriele von Lottner i Julia Menz. Döbereiner va tocar moltes altres aparicions amb el pianista i clavecinista Li Stadelmann. Va tenir una llarga amistat amb ella.
Participació en altres actuacions de música antiga a Múnic

Mitjançant la participació de Döbereiner en la primera representació completa de la Passió segons sant Mateu de J. S. Bach dirigida per Felix Mottl, el diumenge de Rams, 24 de març de 1907, la viola es converteix en "per primera vegada des de l'època de Bach" a l'aria per a viola da gamba i Bass Vinga dolça creu, així com en el tenor recitatiu Mein Jesús calla sobre falses mentides que es tornen a fer servir en silenci. A més de la viola da gamba, també s'utilitzaven altres instruments històrics: oboè da cacera (Josef Schunck i Michael Uffinger), oboè d'amore (Karl Millé) i flautí (Heinrich Scherrer).
Döbereiner també va treballar com a clavecinista en la interpretació de l'oratori Israel in Egypt de Georg Friedrich Händel per la Concert Society for Choral Singing el 2 d'abril de 1925 sota la direcció de Hanns Rohr. El 1936 va aparèixer per primera vegada com a baríton al Divertimento No. 113 de Joseph Haydn per a baríton, viola i violoncel. Döbereiner va ser probablement el primer a utilitzar el baríton de nou en les actuacions de música antiga del segle xx.
Assignatura d'instruments antics i música de cambra antiga a l'Acadèmia de Música

Una altra iniciativa per mantenir la música antiga va ser, després d'un únic curs de gamba a l'Acadèmia Estatal de Música de Múnic el curs escolar 1920/1921, la introducció de lliçons de música de cambra antiga el curs escolar 1921/1922, que va ser iniciada per Christian Döbereiner. El curs de viola da gamba, que es va incloure fermament en el currículum, es va convertir en l'assignatura principal i Döbereiner es va convertir en un dels primers professors de música antiga en una universitat alemanya. Ell mateix era un estudiant de l'acadèmia i, en aquella època, la figura més important de Múnic a l'hora d'interpretar música antiga el més fidelment possible. Va ocupar el càrrec docent de viola da gamba fins al setembre de 1924. Entre els seus estudiants a l'acadèmia hi havia Fritz Seiler, Christian Klug, Hans Knörl, Elisabeth Kluge i Willi Schmid, el fundador del Quintet Viola de Múnic.
Tot i això, el curs de violes de gamba va animar el curs escolar 1921/1922 a oferir cursos de matèries principals amb instruments antics: Li Stadelmann va cursar un curs de clavecí, un de viola d'amore, Anton Huber i un curs d'oboè da caccia Karl Millé. En aquestes classes no només era possible aprendre a tocar els instruments oblidats; L'ornamentació de la música antiga també formava part del programa d'ensenyament per tal de proporcionar més coneixement de la pràctica històrica de la interpretació. El 1952, Döbereiner va oferir conferències sobre interpretació de música antiga i decoracions a la Universitat de Música de Múnic.
Munich Bach Festival i Munich Bach Association

El 20 de setembre de 1925, Christian Döbereiner va organitzar el Primer Festival de Bach de Múnic, en el qual també va actuar com a director. També s'hi van escoltar el Concert per a violí de Vivaldi esmentat anteriorment, l'arranjament del mateix Bach, els Concerts de Brandenburg i diverses altres obres de Bach i els seus contemporanis. Un fet destacat va ser sens dubte l'estrena de la re-interpretació dActus tragicus de J. S. Bach amb dos flautes de bec. Les parts de la flauta de bec van ser assumides pels escultors de Múnic, Heinrich Düll i Georg Pezold. Formaven part del "Bogenhauser Künstlerkapelle", un grup amateur de Múnic que tocava gairebé exclusivament amb instruments originals de fusta dels segles XVII al XX des dels anys vuitanta. El grup també va interpretar Funny Field Music de Johann Philipp Krieger. La participació de les flautes va ser elogiada en nombrosos articles de premsa. Aquest festival de Bach va ser l'obra de Döbereiner sola. No va ser un esdeveniment oficial de la "Neue Bachgesellschaft Leipzig". Només dos anys després, per iniciativa seva, es va celebrar oficialment a Múnic el 15è Festival alemany de "Bach de la New Bach Society". Tot i que el primer festival del 1925 es va dedicar exclusivament a la representació històrica, el segon el 1927 es va juxtaposar amb interpretacions contemporànies. El 1928 també s'encarregaria del Festival de Bach de Nuremberg.
El 1934 Christian Döbereiner es va incorporar a la junta directiva de la "Munich Bach Society". Això va sorgir el 1918 de l'Associació Bach fundada el 1910 pel compositor i professor de teoria Alfred Stern. Ludwig Landshoff, que també va buscar pràctiques històriques a Múnic, sovint juntament amb Döbereiner, va ser el primer director d'orquestra durant més de deu anys. El 1934, l'Associació Bach va canviar els seus estatuts, presumiblement a instàncies de Paul Ehlers, i va passar a formar part del Kampfbund für deutsche Kultur, Landesleitung Südbayern i Oberpfalz. En aquella època, Ehlers era el líder del país del Kampfbund i el president de l'Associació Bach. El mateix any, Döbereiner va assumir la direcció del grup de música de cambra de Carl Orff, que va deixar la Societat Bach a finals de 1934 després de treballar junts com a director d'orquestra. Va ocupar aquest càrrec durant deu anys.
Al festival d'estiu de Bachverein, del 15 al 18 de juliol de 1934, al palau de Nymphenburg de Múnic, la direcció de Döbereiner es va donar a les representacions de la cantata de J. S. Bach Let us worry, let us watch, i la cantata Silent, Silent, Not Chatted. Les peces acabades d'esmentar es van representar de la mateixa forma al Festival de Bach de Múnic el 1935. Durant la seva etapa com a director de l'Associació de Múnic Bach, Döbereiner va estar a càrrec de nombrosos esdeveniments en el context de la política cultural nazi, com la celebració de Johann Sebastian Bach el 1934, el Festival de Múnic de Bach el 1935 i molts altres esdeveniments relacionats amb el partit.
Pràctica de representació històrica

Christian Döbereiner és un dels representants més importants i persistents de la pràctica de la performance històrica a principis del segle xx. Li devem nombroses actuacions de música antiga, en què els instruments antics destinats a aquest propòsit de vegades es tornaven a utilitzar per a aquestes peces per primera vegada. El seu compromís és la pedra angular de molts altres intents i esforços en el camp de la pràctica de la performance històrica.
Tot i això, precisament per la seva proclamada constantment crida a "preservar l'estil musical de l'època" actuant "en la formació original" i sobretot utilitzant els "instruments originals", el seu enfocament ha de ser examinat més de prop i, crítiques a la seva inconsistència en termes d'alguns detalls. Segons Dieter Gutknecht, "es pot estimar que el grau d'originalitat dels instruments és bastant baix". Els clavicèmbals utilitzats per l'associació, però també per Döbereiner en els seus propis esdeveniments, eren majoritàriament de Karl Maendler. Va acabar el seu primer clavicèmbal el 1907. Tot i que es va orientar en models històrics amb aquest i els següents instruments, va aparèixer en públic a principis de la dècada de 1920 amb produccions d'aspecte innovador, que es coneixien com a "pianos de Bach". Aquestes "noves construccions" també es van utilitzar en els esdeveniments de Döbereiner, per exemple el Festival de Bach de Múnic el 1925.

Pel que fa a la "originalitat" dels instruments, especialment el violí que tocava, Döbereiner va acceptar i defensar concessions inusualment clares. Per exemple, va tocar la viola da gamba, que, com a instrument històric, en realitat es preocupa, sense trastes. Explica aquest fet de la següent manera:
| « | <Un estudi exhaustiu de l'antiga manera de tocar em dona, com a coneixedor i expert, el dret i el deure de desviar-me de la forma anteriorment comuna en alguns detalls tècnics. […] Aquesta nova tècnica es desenvolupa de forma natural a partir de l'antiga manera de tocar i, per tant, fa justícia a l'essència de la vella música de viola.> | » |

- Döbereiner 1936, pàg VII.
En un altre lloc escriu que els trastes "pertanyen al més essencial del llaüt i no al més essencial del violí".
Pel que fa a les afirmacions sovint falses que les violes i els violins pertanyien a la mateixa família, subratlla expressament a la seva forta escola que aquesta visió «era pròpia de la visió incorrecta imperant en aquell moment, que el violoncel sorgit de la viola da gamba representa una millora i perfeccionament d'aquest instrument.

No va comptar la família del violí, però en principi va actuar exactament en aquesta direcció ometent els trastes. En fer-ho, va modificar una de les diferències més importants que conformen la separació de les famílies d'instruments. Segons la seva opinió, els trastes eren "només ajuts primitius fets a mà del seu temps, que van desaparèixer dels instruments de corda durant el curs del segle xviii amb el desenvolupament de la tècnica d'interpretació". També cita: "Karl Friedrich Abel ja he tocat sense trastes" com s'hauria de veure en una imatge de la seva escola. Va entendre malament la necessitat dels trastes per al to característic de la violeta, de la mateixa manera que probablement va subestimar la importància de la posició de subjecció, que és tan crucial per a l'equilibri del cop de proa. Döbereiner escriu en resum:
| « | <La qüestió de si es toca amb trastes o sense trastes, si es toca amb una posició d'arc d'adherència superior o inferior, no és artística, sinó més aviat de conveniència. Les ajudes externes mai determinen l'essència de tocar la viola. L'essencial és una reproducció intel·ligent i viva de l'antiga música gamba, amb el degut compliment de totes les lleis estilístiques i altres imponderables, amb l'ajut de la nova eina de tons creada en el so. La perseverança no ha de conduir a la solidificació. "No hi ha cap norma en l'art que no pugui ser tombada per una altra superior", diu Beethoven, i en el desenvolupament de l'art, la pràctica té prioritat sobre la teoria> | » |

- Döbereiner 1950, p. 61.
Per tant, les seves activitats en nom de la fidelitat històrica s'han de veure amb una mirada totalment crítica, també a causa d'aquestes afirmacions. Un exemple particularment significatiu d'això és el seu comentari a una secció sobre la qüestió del trast en un treball acadèmic sobre la viola da gamba. En aquest treball es "polemitza que els trasts tenen una influència significativa en les característiques sonores del violí. (Probablement es va oblidar d'afegir que, per preservar l'estil "antic i no adulterat" de tocar al gambista, també calia tocar amb vestits barrocs amb una perruca allonge.)
Pel que fa a la qüestió bàsica del repartiment, és probable que Döbereiner hagi tingut molta cura d'adherir-se a les especificacions originals en la mesura del possible. Això ho subratlla sovint i es fa èmfasi una vegada i una altra com una diferència significativa en comparació amb el grup parisenc Société des instruments anciens de Henri Casadesus, que funcionava al mateix temps. Nombrosos informes de premsa confirmen i elogien aquest fet. Tanmateix, segons l'estat actual de la investigació, a part de l'esment dels flautes de bec al Festival de Bach del 1925, no hi ha evidències explícites que s'utilitzessin altres instruments de vent històrics com trompetes, trompes o fins i tot instruments de canya doble. Per tant, es pot suposar que es van utilitzar instruments moderns.
A més, queda per investigar fins a quin punt les partitures utilitzades en les actuacions de Döbereiner es desvien de les composicions originals. Per exemple, va transposar el Concert Gamba de Giuseppe Tartini de la clau original de re major a Sol major per a les representacions.
Tot i això, Christian Döbereiner ha de ser vist com un dels protagonistes més enèrgics i sobretot com un pioner de la pràctica de la representació històrica, no només per a la zona de Múnic. El seu treball molt primerenc i substancial en aquesta àrea és, malgrat les insuficiències i contradiccions, d'un enorme valor per a la pràctica actual de la música antiga, ja que els intents d'actuar amb instruments originals o reproduccions eren encara una raresa absoluta en aquell moment. Per a les actuacions de música antiga amb un repartiment reduït i amb instruments originals, en principi no hi ha hagut un estat exhaustiu de la investigació científica ni un públic professionalment informat. A més, la vida musical de principis del segle XX encara estava dominada per una estètica romàntica tardana de so monumental.
Per a molts altres conjunts contemporanis, com ara la Paris Société, la pura curiositat i exotisme dels instruments antics sovint jugaven un paper més gran que l'interès per les possibilitats d'intentar reconstruir la música antiga. No hi havia dubte que Christian Döbereiner va fer aquest esforç. Els seus esforços s'han de veure en el context de les circumstàncies del moment i no han de ser jutjats segons els estàndards de les possibilitats actuals. El seu mèrit era recordar i reintegrar instruments antics com a tals (la condició estructural és secundària en aquest cas), contràriament a l'estètica imperant aleshores, i reintegrar-los a la memòria col·lectiva de la pràctica musical i fer la persuasió inicial per un retorn a un de més petit Per proporcionar pràctiques d'interpretació de música antiga.
Döbereiner va escriure dos llibres de text pedagògics instrumentals (escola per a violoncel i escola per a viola da gamba), així com nombrosos articles i contribucions sobre música antiga en diaris i revistes acadèmiques. A més, també va treballat com a compositor i arranjador. La majoria de les seves composicions només estan disponibles en manuscrits. No obstant això, un gran nombre de les seves adaptacions han estat publicades i continuen disponibles avui en dia a les editorials respectives.